# Jaú (football)
Pour les articles homonymes, voir Jaú.
Euclydes Barbosa dit Jaú (né le 7 décembre 1909 à São Paulo au Brésil et mort le 26 février 1988), était un joueur de football brésilien.

## Biographie
Durant sa carrière de joueur, Jaú ne joue que dans le championnat brésilien, tout d'abord au Scarpo de 1929 à 1931, puis aux Corinthians entre 1932 et 1937 (143 matchs joués en tout au club). De 1938 à 1941, il va au Vasco da Gama, puis à Madureira en 1942. Il finit sa carrière à la Portuguesa en 1943 et à Santos en 1944.
Il joue aussi en international avec le Brésil, disputant la coupe du monde 1938 en France. Il a en tout disputé 10 matchs entre 1936 et 1938.

## Palmarès

### Club
- Championnat pauliste (1) :

Corinthians : 1937